# Abd-Al·lah al-Ghàlib
Abu-Muhàmmad mawlay Abd-Al·lah al-Ghàlib bi-L·lah —àrab: أبو محمد عبد الله الغالب بالله, Abū Muḥammad ʿAbd Allāh al-Ḡālib bi-Llāh— o, més senzillament, Abd-Al·lah al-Ghàlib (juny 1527-21 de gener de 1574) fou soldà de la dinastia sadita, fill d'un dels fundadors de la dinastia, Muhammad I al-Mahdi (Muhammad al-Shaykh al-Mahdi).
Fou declarat hereu pel pare i a la mort d'aquest, assassinat pels turcs de la guàrdia, fou reconegut soldà (23 d'octubre de 1557).
Els otomans van envair el nord del Marroc dirigits pel paixà Husan, fill de Khayr al-Din (febrer/març de 1558) i Abd Allah va marxar al seu encontre xocant a Oued al-Libin, a la província de Fes, sent derrotats el turcs que van fugir cap a les muntanyes i finalment van poder arribar a Badis que en aquest temps estava en poder dels otomans. De tornada no va passar per Fes, devastada per la pesta que es va estendre i va matar milers de persones a tota la regió. El seu germà Abu Said Uthman acusat de col·laborar amb els turcs, fou executat. Amb els otormans s'havien refugiat tres germans seus més que aspiraven al tron i, per tant, va buscar l'aliança dels castellans.
Amb Portugal va intentar recuperar Mazagan contra la que va enviar el seu fill i hereu presumpte Muhammad ben Abd Allah, però després de 2 mesos de setge es van haver de retirar amb grans pèrdues. L'aliança amb Castella va portar a la cessió del Penyal de Vélez de la Gomera (1564) i a no donar suport a la revolta dels moriscs (1568-1571). Amb Anglaterra va establir relacions comercials
El 1567 va ocupar Shafshawan. Va negociar amb Antoni de Borbó rei de Navarra la cessió de Kasr al-Saghir a canvi d'un contingent de 500 homes.
Va permetre l'assassinat del seu germà al-Mamun a Tlemcen i va fer matar el seu nebot Muhammad ben Abd al-Kadir que era massa popular (1567/1568). El 16 de juny de 1569 hi va haver un terratrèmol i entre 1570 i 1571 hi va haver una plaga de llagosta.
Va també perseguir a la confraria dels Yusufiyya i va fer crucificar a Marràqueix al faquí (fakih) Abu Abd Allah Muhammad al-Andalusí, acusat d'heretgia (19 d'abril de 1573). En aquest darrer any va tenir lloc l'anomenat «afer de la pólvora»: els presoners cristians havien fet un túnel sota la mesquita d'al-Mansur i l'havien omplert de pólvora, per fer volar l'edifici durant la pregària quan estigués plena de fidels. L'afer fou descobert i es van salvar les vides dels creients però no es va poder evitar la destrucció de la gran cúpula i del minaret.
Va morir d'una crisi asmàtica el 21 de gener del 1574. El seu fill i hereu Muhammad ibn Abd Allah el va succeir.